# Sebastiaan Tapijn

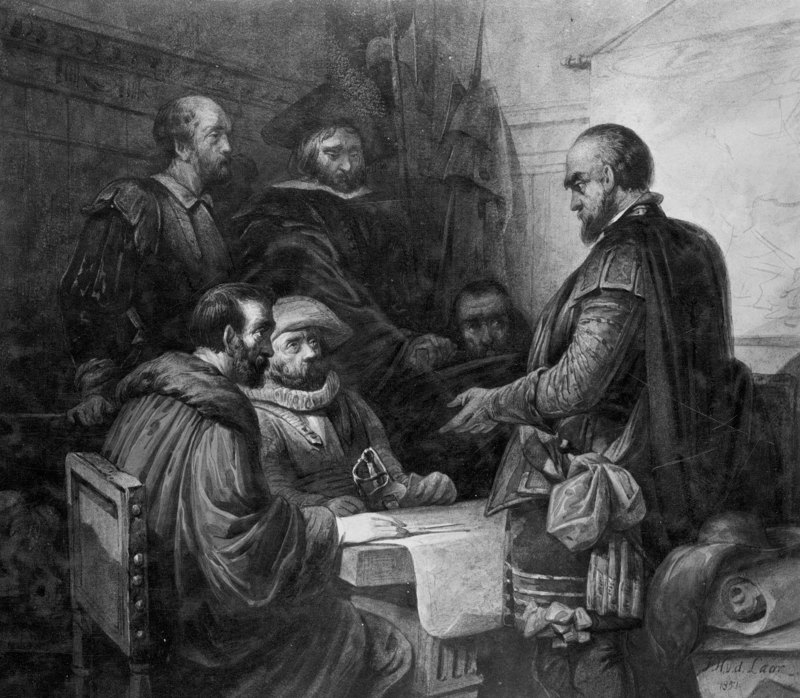
Krijgsraad tijdens het Beleg van Maastricht (1579). Staand is waarschijnlijk Sebastiaan Tapijn afgebeeld. Olieverfschilderij van Jan Hendrik van de Laar uit 1851 in de Koninklijke Musea voor Schone Kunsten van België in Brussel

Sebastiaan Tapijn, ook wel Sébastien Tapin (? - 29 juni 1579), was een Lotharings legeringenieur, die als protestant streed aan de zijde van de hugenoten tijdens de Hugenotenoorlogen, en daarna in Staatse dienst trad tijdens de Tachtigjarige Oorlog.

## Levensloop
Tapijn vergaarde onder meer roem door de versterking van de vestingwerken van La Rochelle, vanaf 1572 het centrum van de hugenoten in Frankrijk. Tapijn was in 1573 de rechterhand van kapitein François de La Noue bij het beleg van La Rochelle door de koninklijke legers, waarbij de vesting standhield. Waarschijnlijk trad hij in hetzelfde jaar in dienst van het Staatse leger in de Habsburgse Nederlanden (Beleg van Haarlem).
In 1578 benoemde Willem van Oranje hem tot vestingcommandant van Maastricht, waar hij in ijltempo verbeteringen aanbracht aan de vestingwerken van Maastricht. Onder zijn leiding werden onder andere de wallen van de tweede stadsomsluiting verzwaard, diverse muurtorens gemoderniseerd, de grachten uitgediept, en binnen de stad retranchementen aangelegd en de opritten naar bestaande katten verbeterd. Samen met militair gouverneur Melchior van Schwarzenberg leidde hij in 1579 de verdediging van de stad tijdens het Beleg van Maastricht. Tijdens de laatste fase van het beleg, toen de verdediging van de westelijke muur nabij de Brusselsepoort onhoudbaar bleek, ontwikkelde Tapijn het plan om de nog bestaande eerste stadsmuur van Maastricht als reserveverdedigingslinie te gebruiken, om de bevolking de gelegenheid te geven zich in het oostelijk stadsdeel Wyck terug te trekken. Daarna zou het westelijk stadsdeel in brand worden gestoken en de Maasbrug deels worden afgebroken. Het compacte stadsdeel Wyck op de oostelijke Maasoever verwachtte hij nog zeker twee maanden met succes te kunnen verdedigen, daarmee tijd winnend voor het langverwachte ontzet door het Staatse leger. Het plan werd niet uitgevoerd doordat Tapijn tijdens de gevechten ernstig gewond raakte en de gevechtsleiding op het kritieke moment verloor. Parma liet hem na de zeer bloedige inname van de stad overbrengen naar zijn hoofdkwartier in de abdij van Hocht, ten noorden van Maastricht, alwaar hij na enkele dagen overleed. Volgens sommige bronnen zou hij in Limburg aan de Vesder zijn overleden.

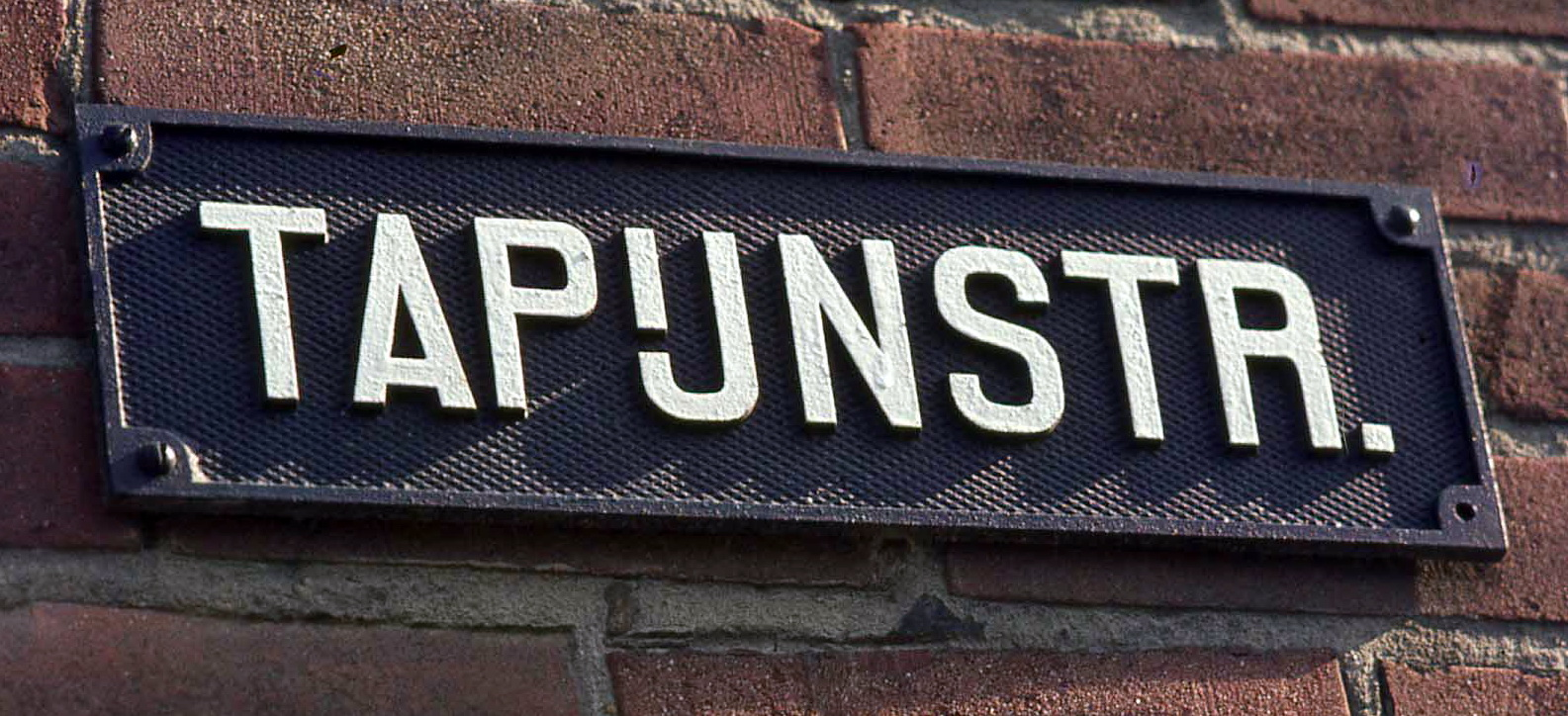
Tapijnstraat in Maastricht

## Eerbewijs
Na eeuwenlang vergeten te zijn geweest, werd in 1921 in de Maastrichtse wijk Wittevrouwenveld een straat naar hem genoemd. In 1934 werd in dezelfde stad de in 1919 geopende Tapijnkazerne, voorheen De Kommen geheten, naar hem vernoemd. De kazerne verloor in 2013 zijn militaire functie. De meeste gebouwen zijn thans in gebruik bij de Universiteit Maastricht.